# چهار عمل اصلی

علامت چهار عمل اصلی

چهار عمل اصلی (یا حساب مقدماتی: Elementary Arithmetic) به چهار عمل پایه‌ای حساب یعنی جمع، تفریق، ضرب و تقسیم گفته می‌شود. چهار عمل اصلی برروی اعداد طبیعی، کسرها و اعداد منفی اعمال می‌شوند.

## جمع
جمع به فرایند تعیین نتیجهٔ کل حاصل از روی هم گذاشتن دو یا چند عدد گفته می‌شود. به هر کدام از اعدادی که عمل جمع بر روی آن‌ها انجام می‌گیرد، جَمع‌وَند (در انگلیسی: addend یا summand) گفته‌شده و نتیجهٔ نهایی حاصل از انجام عمل جمع را مجموع یا حاصل جمع (Sum) می‌نامیم. برای نمونه:
| + | ۰ | ۱  | ۲  | ۳  | ۴  | ۵  | ۶  | ۷  | ۸  | ۹  |
| - | - | -- | -- | -- | -- | -- | -- | -- | -- | -- |
| ۰ | ۰ | ۱  | ۲  | ۳  | ۴  | ۵  | ۶  | ۷  | ۸  | ۹  |
| ۱ | ۱ | ۲  | ۳  | ۴  | ۵  | ۶  | ۷  | ۸  | ۹  | ۱۰ |
| ۲ | ۲ | ۳  | ۴  | ۵  | ۶  | ۷  | ۸  | ۹  | ۱۰ | ۱۱ |
| ۳ | ۳ | ۴  | ۵  | ۶  | ۷  | ۸  | ۹  | ۱۰ | ۱۱ | ۱۲ |
| ۴ | ۴ | ۵  | ۶  | ۷  | ۸  | ۹  | ۱۰ | ۱۱ | ۱۲ | ۱۳ |
| ۵ | ۵ | ۶  | ۷  | ۸  | ۹  | ۱۰ | ۱۱ | ۱۲ | ۱۳ | ۱۴ |
| ۶ | ۶ | ۷  | ۸  | ۹  | ۱۰ | ۱۱ | ۱۲ | ۱۳ | ۱۴ | ۱۵ |
| ۷ | ۷ | ۸  | ۹  | ۱۰ | ۱۱ | ۱۲ | ۱۳ | ۱۴ | ۱۵ | ۱۶ |
| ۸ | ۸ | ۹  | ۱۰ | ۱۱ | ۱۲ | ۱۳ | ۱۴ | ۱۵ | ۱۶ | ۱۷ |
| ۹ | ۹ | ۱۰ | ۱۱ | ۱۲ | ۱۳ | ۱۴ | ۱۵ | ۱۶ | ۱۷ | ۱۸ |

## تفریق

تفریق عدد ۸۴۷۳۲۵۵۶۱ از ۹۸۰۰۵۰۰۴۳

تفریق یکی از دیگر چهار عمل اصلی در حساب و جبر مقدماتی است، که به فرایند تعیین تفاوت میان دو عدد گفته می‌شود. برای نمونه:

## ضرب
به چند بار جمع کردن یک عدد با خودش ضرب می‌گویند. ابداع و به‌خدمت‌گیری این عملگر توسط بشر، برای سهولت فرایند محاسبه، و نیز کوتاهی و صرفه‌جویی در کار نوشتن صورت پذیرفته است. برای نمونه:
| ×  | ۱  | ۲  | ۳  | ۴  | ۵  | ۶  | ۷  | ۸  | ۹   | ۱۰  | ۱۱  | ۱۲  |
| -- | -- | -- | -- | -- | -- | -- | -- | -- | --- | --- | --- | --- |
| ۱  | ۱  | ۲  | ۳  | ۴  | ۵  | ۶  | ۷  | ۸  | ۹   | ۱۰  | ۱۱  | ۱۲  |
| ۲  | ۲  | ۴  | ۶  | ۸  | ۱۰ | ۱۲ | ۱۴ | ۱۶ | ۱۸  | ۲۰  | ۲۲  | ۲۴  |
| ۳  | ۳  | ۶  | ۹  | ۱۲ | ۱۵ | ۱۸ | ۲۱ | ۲۴ | ۲۷  | ۳۰  | ۳۳  | ۳۶  |
| ۴  | ۴  | ۸  | ۱۲ | ۱۶ | ۲۰ | ۲۴ | ۲۸ | ۳۲ | ۳۶  | ۴۰  | ۴۴  | ۴۸  |
| ۵  | ۵  | ۱۰ | ۱۵ | ۲۰ | ۲۵ | ۳۰ | ۳۵ | ۴۰ | ۴۵  | ۵۰  | ۵۵  | ۶۰  |
| ۶  | ۶  | ۱۲ | ۱۸ | ۲۴ | ۳۰ | ۳۶ | ۴۲ | ۴۸ | ۵۴  | ۶۰  | ۶۶  | ۷۲  |
| ۷  | ۷  | ۱۴ | ۲۱ | ۲۸ | ۳۵ | ۴۲ | ۴۹ | ۵۶ | ۶۳  | ۷۰  | ۷۷  | ۸۴  |
| ۸  | ۸  | ۱۶ | ۲۴ | ۳۲ | ۴۰ | ۴۸ | ۵۶ | ۶۴ | ۷۲  | ۸۰  | ۸۸  | ۹۶  |
| ۹  | ۹  | ۱۸ | ۲۷ | ۳۶ | ۴۵ | ۵۴ | ۶۳ | ۷۲ | ۸۱  | ۹۰  | ۹۹  | ۱۰۸ |
| ۱۰ | ۱۰ | ۲۰ | ۳۰ | ۴۰ | ۵۰ | ۶۰ | ۷۰ | ۸۰ | ۹۰  | ۱۰۰ | ۱۱۰ | ۱۲۰ |
| ۱۱ | ۱۱ | ۲۲ | ۳۳ | ۴۴ | ۵۵ | ۶۶ | ۷۷ | ۸۸ | ۹۹  | ۱۱۰ | ۱۲۱ | ۱۳۲ |
| ۱۲ | ۱۲ | ۲۴ | ۳۶ | ۴۸ | ۶۰ | ۷۲ | ۸۴ | ۹۶ | ۱۰۸ | ۱۲۰ | ۱۳۲ | ۱۴۴ |

## تقسیم

تقسیم یکی دیگر از چهار عمل اصلی و وارونهٔ عمل ضرب است. برای نمونه:

## استانداردهای آموزشی
استانداردهای محلی معمولاً روش‌ها و محتوای آموزشی موجود در سطح آموزش ابتدایی را تعریف می‌کنند. در ایالات متحده و کانادا، میزان استفاده از ماشین حساب در مقایسه با محاسبه دستی موضوع بحث‌برانگیزی است و این اختلاف بخشی از مسئله گسترده‌تر بین انتخاب ریاضیات سنتی یا ریاضیات اصلاح‌شده است. در ایالات متحده، استانداردهای «شورای ملی آموزگاران ریاضیات» در سال ۱۹۸۹ منجر به ایجاد برنامه آموزشی شد که بخش عمده‌ای از آنچه که در ریاضی ابتدایی در این کشور تدریس می‌شد، از تأکید خارج یا کاملاً حذف شد و با مباحثی از قبیل جبر، آمار و حل مسئله که در دانشگاه‌ها تدریس می‌شد، جایگزین شد.